# Nógrádsáp

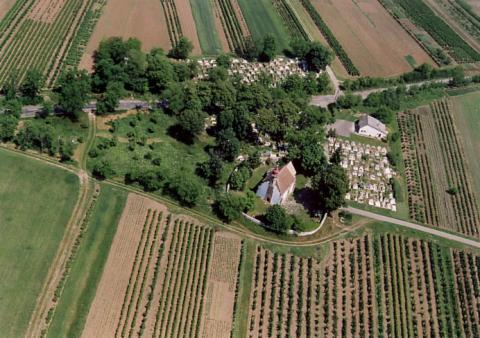
kościół w Nógrádsáp i fragment wsi z lotu ptaka

Nógrádsáp – wieś i gmina w północnej części Węgier, w pobliżu miasta Rétság. Miejscowość leży na obszarze Średniogórza Północnowęgierskiego, w pobliżu granicy ze Słowacją. Administracyjnie należy do powiatu Rétság, wchodzącego w skład komitatu Nógrád.
Gmina Nógrádsáp liczy 855 mieszkańców (2009) i zajmuje obszar 15,46 km².